# Імпульсно-ударні методи діяння на нафтові поклади
Імпульсно-ударні методи діяння на нафтові поклади відносяться до ряду комбінованих методів підвищення нафтогазовилучення з пласта.

## Загальний опис
Імпульсно-ударні методи підвищення нафтовилучення є технологіями, які застосовуються для покращення припливу нафти до свердловин, що базуються на штучному створені механічного та хімічного впливів високої інтенсивності з метою зміни гідродинамічних умов у привибійній зоні.
За основу у цьому методі узятий вплив потужних ударних хвиль на привибійну зону, що є наслідками серії вибухів. Мета їх створення полягає у тому, щоб використати імпульсну енергію для руйнування або змін у структурі порід, що оточують поклад, а також для усунення забруднень, що перешкоджають руху флюїду.
Для втілення методу використовують глибинні бомби та заряди вибухових речовин спеціального призначення. Після активації відбувається потужний викид енергії, що і створює ударні хвилі. Також вибух може спричинити миттєве підвищення температури та тиску. У наслідок ударні хвилі створюють мережу тріщин у твердих породах, з'являються певні теплові ефекти, що притаманні вибуху, та змінюються фізико-хімічні властивості нафти під впливом продуктів вибуху (вона стає більш текучою), що можуть проникати у пори пласта. У сукупності всі ці процеси підвищують флюїдопронискність пласта та поліпшують приплив флюїду до свердловини, що в свою чергу збільшує її дебіт.
Безперервні коливальні процеси можна генерувати у привибійній зоні пласта також за допомогою гідравлічних вібраторів, що спускаються на трубах і приводяться в дію прокачуванням через них робочої рідини. У гідравлічних вібраторах типу ГВЗ імпульси тиску на вибої виникають унаслідок того, що турбіна, яка обертається під впливом потоку рідини, поперемінно перекриває та відкриває вихід її з корпусу вібратора. Залежно від витрат рідини й параметрів вібратора імпульси тиску на вибої можуть досягати декількох мегапаскалів (МПа). Вібратор генерує хвильові процеси, що супроводжуються «диханням» тріщин, винесенням у свердловину забруднюючих частинок і води з пор пласта, зниженням в'язкості пластової нафти.
Імпульсно-ударна дія може бути нетривалою за часом, але здатна значною мірою змінити структуру привибійної зони. Завдяки цьому методика дозволяє досягти покращення гідравлічного зв'язку між пластом і свердловиною. Застосування таких технологій вимагає суворого дотримання технічних регламентів, оскільки має справу з високими тисками та потенційно небезпечними процесами.

## Класифікація
Ці методи поділяються на кілька основних типів залежно від джерела імпульсу:
- Пневмоударні методи — передбачають створення короткочасного імпульсу тиску за допомогою стислого повітря або газу. Цей тиск призводить до мікророзривів у пласті, покращуючи фільтраційні властивості;
- Гідроімпульсні методи — використовують енергію водяного удару. Імпульс генерується шляхом миттєвого скидання тиску або за допомогою спеціальних клапанних пристроїв. Такий метод добре підходить для тріщинуватих порід;
- Електроімпульсні методи — засновані на короткочасному електричному розряді у рідині, яка знаходиться у свердловині. Це викликає локальний гідравлічний удар, що впливає на пористість породи;
- Вибухові методи (контрольовані мікровибухи) — імпульс виникає в результаті детонації невеликої кількості вибухової речовини. Метод потребує точного розрахунку, проте дозволяє досягти глибокого проникнення імпульсу.

## Умови, за яких використовують імпульсно-ударні методи
Імпульсно-ударні методи застосовуються в тих випадках, коли звичайні методи інтенсифікації видобутку не дають бажаного результату або їх застосування є економічно невиправданим. Основним критерієм для вибору даного методу є стан привибійної зони та характер її забруднення, що виникає внаслідок буріння, експлуатації чи закачування робочих речовин.
Ці методи доцільно використовувати у пластах із низькою проникністю, зокрема в щільних пісковиках або карбонатних породах, де звичайні гідродинамічні методи не забезпечують належної стимуляції припливу. Також вони ефективні при значному забрудненні привибійної зони свердловини глинистими частинками, цементом або продуктами корозії та солеутворення, що обмежують рух флюїду.
Сприятливими умовами для застосування імпульсно-ударних технологій є:
• наявність щільних пластів з низькою початковою проникністю;
• обмежена товщина продуктивного горизонту, що дозволяє зосередити енергію ударної хвилі в потрібній зоні;
• відсутність гідравлічного зв'язку між пластами, що знижує ризик небажаного розповсюдження енергії;
• технологічна можливість спуску вибухових пристроїв або імпульсних генераторів у свердловину;
• обмежений доступ до пластів іншими методами впливу через геологічну складність будови.
Також важливими є такі параметри, як пластовий тиск, температура, ступінь насичення водою, в'язкість нафти. Наприклад, у пластах із високою температурою можливе часткове випаровування продуктів вибуху, що впливає на хімічну взаємодію з флюїдом.
Крім того, при виборі місця застосування імпульсно-ударних методів враховуються геомеханічні властивості порід, зокрема їх міцність і тріщинуватість, оскільки це впливає на здатність середовища сприймати і передавати ударні хвилі. Якщо порода надто крихка, вона може зазнати надмірного руйнування, що ускладнить подальшу експлуатацію.

## Ефективність імпульсно-ударних методів
Ефективність імпульсно-ударних методів у порівнянні з іншими комбінованими методами стимуляції пластів виявляється у ряді параметрів, серед яких — продуктивність, тривалість ефекту, ступінь пошкодження пласта, технологічна гнучкість, а також економічні витрати на впровадження.
Однією з головних переваг імпульсно-ударного методу є його локальність: енергія передається в конкретну частину привибійної зони, не викликаючи пошкоджень у суміжних пластах. Це особливо важливо в умовах складної геологічної будови або на родовищах із кількома насиченими горизонтами. У цьому контексті імпульсно-ударна дія часто є більш контрольованою у порівнянні з гідророзривом пласта, де існує ризик розповсюдження тріщин за межі продуктивної частини пласта.
Комбіновані методи зазвичай поєднують фізичний та хімічний вплив, як-от гідророзрив пласта з кислотною обробкою або термогазохімічна стимуляція з одночасною вібраційною дією. У порівнянні з ними, імпульсно-ударний метод забезпечує надзвичайно високу миттєву концентрацію енергії в заданій зоні, що сприяє утворенню тріщин, мікротріщин і каналів у породі. Це дозволяє досягати ефективного розкриття пласта без необхідності тривалого впливу хімічними реагентами або значного механічного навантаження.
Також показує високу результативність показує поєднання імпульсно-ударних методів з іншими. Наприклад використання такого методи перед кислотною обробко, такий підхід дозволяє попередньо відкрити канали у породі, що суттєво покращує проникнення хімічних реагентів і підвищує ефективність подальшої обробки.
Проте ефективність імпульсно-ударного методу залежить від конкретних умов: типу колектора, фізико-хімічних властивостей флюїду, глибини залягання, наявності механічних пошкоджень свердловини тощо. У пластах з високою тріщинуватістю ефект від імпульсу може бути короткочасним або недостатнім, що зумовлює необхідність додаткових методів стимуляції.
На відміну від термогазохімічгиного методу, де тепловий ефект і хімічна взаємодія забезпечують поступове очищення і покращення проникності, імпульсно-ударний вплив дає миттєвий ефект, що робить його доцільним у випадках, коли потрібна швидка реакція або коли технологічний час обмежений. Водночас комбіновані методи з більш пролонгованою дією можуть давати стабільніший результат у довгостроковій перспективі.
З економічної точки зору імпульсно-ударні технології часто мають нижчу собівартість, особливо при використанні у віддалених або важкодоступних регіонах, де транспортування та підготовка хімічних реагентів є проблематичними. Вони також менш енергозатратні у порівнянні з гідророзривом, який вимагає значної кількості води, енергії та насосного обладнання.
Для оцінки доцільності використання імпульсивно-ударних методів варто порівняти їх із традиційними технологіями інтенсифікації видобутку, такими як гідророзрив пласта (ГРП), кислотна обробка, теплові методи тощо.
Таблиця 1. Порівняння імпульсно-ударних методів та традиційних.

Імпульсно-ударні методи мають низку переваг у порівнянні з традиційними методами, але в той же час можуть поступатися їм у глибині дії, що може вплинути на ефективність. Це варто враховувати під час вибору необхідного методу підвищення нафтовилучення.

## Приклади успішного використання імпульсно-ударних методів
Імпульсно-ударні технології дедалі активніше впроваджуються у нафтогазовій промисловості, як ефективний засіб стимуляції свердловин, особливо в умовах низької проникності пластів, старіння родовищ або зниження продуктивності через накопичення відкладень. Тож хочу привести декілька прикладів ефективного та доцільного використання цього методу.
- Родовище Wolfcamp (Техас, США):

На родовищі Wolfcamp (Техас, США) було зафіксовано зниження видобутку нафти через накопичення парафінових та сольових відкладень у привибійній зоні свердловин. Для вирішення цієї проблеми було застосовано технологію Powerwave, яка генерує пульсуючі хвилі тиску. Ці хвилі створюють низькочастотні коливання, що сприяють очищенню порового простору від забруднень та покращують рух флюїдів до стовбура свердловини. У результаті дебіт нафти збільшився з 6 до 250 барелів на добу, що підтверджує високу ефективність методу в умовах ускладненої фільтрації.
- Формація Viking (Альберта, Канада):

У формації Viking (Альберта, Канада), що характеризується низькою проникністю (0–50 мД) та пористістю близько 9 %, традиційне заводнення не давало належного ефекту. Для покращення дренажу було використано технологію Fluid-Pulse. Генеровані тискові імпульси знижують капілярні сили та сприяють проникненню води у недреновані зони пласта. Це дозволило підвищити ефективність вторинного заводнення та збільшити видобуток нафти на 52 % вище прогнозованого рівня зниження.
- Оман — маргінальне родовище:

На маргінальному родовищі в Омані було впроваджено технологію електричних імпульсів для обробки низькодебітних свердловин зі складними геологічними умовами. Імпульси струму викликають локальне нагрівання та мікророзширення порового середовища, що сприяє очищенню привибійної зони від парафінів, мінеральних та колоїдних відкладень. Після обробки у різних свердловинах було зафіксовано збільшення дебіту нафти на 25–36 %.
- Західна Канада — горизонтальні свердловини:

У Західній Канаді технологія Plasma Pulse (PPT) була застосована до горизонтальних свердловин, пробурених у низькопроникних пластах. PPT передбачає використання серії плазмових імпульсів, які створюють хвилі тиску для очищення порового простору та покращення руху флюїдів. Унаслідок впровадження технології дебіт нафти збільшився в окремих випадках до 400 %, при цьому також знизився рівень обводнення. Технологія не пошкоджує обсадні колони та вважається екологічно безпечною.
Резюме
Імпульсно-ударні методи підвищення нафтовилучення є перспективним напрямком розвитку нафтогазової галузі, оскільки дозволяють ефективно впливати на пласт та значно підвищувати коефіцієнт нафтовилучення з продуктивних пластів. Їх використання особливо актуальне на пізніх стадіях розробки родовищ, коли традиційні методи вже не забезпечують необхідного рівня видобутку.
Імпульсивно-ударні методи базуються на створенні хвильових процесів, які поширюються у пласті та змінюють його фільтраційно-ємнісні властивості. У результаті таких впливів відбувається розущільнення зони навколо свердловини, збільшується проникність породи, зменшується в'язкість нафти та покращується приплив вуглеводнів до забою свердловини. Це дозволяє як відновити продуктивність свердловин, які вичерпали свій потенціал, так і запобігти передчасному виведенню їх з експлуатації.
Важливою перевагою імпульсивно-ударних методів є їх екологічність та енергозбереження, особливо у порівнянні з термічними або хімічними способами впливу на пласт. До того ж, вони можуть поєднуватися з іншими методами інтенсифікації, підвищуючи їхню ефективність. Практичні результати використання таких технологій свідчать про можливе збільшення видобутку нафти у 1,5–2 рази за рахунок розширення дренованої зони.
Імпульсивно-ударні методи мають значний потенціал для розвитку вітчизняної української нафтогазової галузі, особливо в умовах поступового виснаження традиційних джерел вуглеводнів. Їх подальше дослідження та впровадження дозволить підвищити ефективність розробки родовищ, забезпечити стабільне енергетичне майбутнє країни та зменшити залежність від імпортних технологій.